# Gasharu (Kinyinya)
Gasharu ist eine von vier Zellen (Verwaltungseinheiten 4. Ebene) im Sektor Kinyinya des Distrikts Gasabo in der ruandischen Hauptstadt Kigali. Sie liegt auf einer Höhe von etwa 1480 m. Nachbarzellen sind im Nordosten Ngara, im Süden Murama, im Westen Kagugu und im Nordwesten Gasanze.